# 雅凯拉
雅凯拉是巴西伯南布哥州的一个市镇。总面积111.22平方公里，总人口11513人，人口密度129.22人/平方公里（2010年）。